# Lista episoadelor din Sherlock
| Imagine indisponibilă                                                                                |  | Imagine indisponibilă |
| Benedict Cumberbatch (stânga) și Martin Freeman (dreapta) în timpul filmărilor la sezonul al II-lea. |  |                       |

Lista episoadelor din Sherlock:

## Sezonul I
1. "Studiu în roz", regia Paul McGuigan, scenariu Steven Moffat
2. "Bancherul orb", regia Euros Lyn, scenariu Steve Thompson
3. "Marele joc", regia Paul McGuigan, scenariu Mark Gatiss

## Sezonul al II-lea
1. "Scandal în Belgravia", regia Paul McGuigan, scenariu Steven Moffat
2. "Câinii din Baskerville", regia Paul McGuigan, scenariu Mark Gatiss
3. "Căderea", regia Toby Haynes, scenariu Steve Thompson, premiera 15 ianuarie 2012

## Sezonul al III-lea
- în lucru

1 The Adventure of the Empty House (după ianuarie 2013)